# خورخي سبيرانزا
خورخي سبيرانزا (بالإسبانية: Jorge Speranza)‏ هو لاعب كرة قدم أوروغواياني، ولد في 25 أغسطس 1958. لعب مع بيلا فيستا.